# کارگر صحنه
کارگر صحنه (انگلیسی: The Stage Hand) یک فیلم کمدی صامت کوتاه آمریکایی به کارگردانی  لری سمون و نورمن تاروگ است که در سال ۱۹۲۰ منتشر شد. از بازیگران این فیلم می‌توان به اولیور هاردی، لری سمون، فرانک الکساندر، ال تامپسون، ویلیام هابر، فرانک هیز و لوسیل کارلایل اشاره کرد.